# Hijaluronska kiselina
Hijaluronska kiselina je vrsta glikozaminoglikana. Ovu kiselinu u vezivnom tkivu tvore ovi nanizani disaharidi: od heksuronskih kiselina to je D-glukuronska kiselina, a od heksozamina to je D-glukozamin. Hijaluronsku kiselinu nalazimo u pupkovom tračku, sinovijskoj tekućini, očnoj vodici i hrskavici.